# Neognophomyia heliconiae
Neognophomyia heliconiae är en tvåvingeart som beskrevs av Alexander 1945. Neognophomyia heliconiae ingår i släktet Neognophomyia och familjen småharkrankar.
Artens utbredningsområde är Panama. Inga underarter finns listade i Catalogue of Life.